# El Ciprés, La Concordia
El Ciprés är en ort i Mexiko.   Den ligger i kommunen La Concordia och delstaten Chiapas, i den sydöstra delen av landet, 800 km sydost om huvudstaden Mexico City. El Ciprés ligger 687 meter över havet och antalet invånare är 137.
Terrängen runt El Ciprés är kuperad. Runt El Ciprés är det glesbefolkat, med 19 invånare per kvadratkilometer. Närmaste större samhälle är Nuevo Paraíso, 7,1 km söder om El Ciprés. I omgivningarna runt El Ciprés växer huvudsakligen savannskog.